# Orientocolastes io
Orientocolastes io är en stekelart som beskrevs av Sergey A. Belokobylskij 1999. Orientocolastes io ingår i släktet Orientocolastes och familjen bracksteklar. Inga underarter finns listade i Catalogue of Life.